# 許法慎
许法慎（?—?），唐朝沧州清池（今河北省沧州市东南四十里）人。
许法慎三岁时，就开始懂事了。当时他母亲病了，他就不喝奶，表情中有忧色。有人用美食来逗他高兴之，他不吃，留给母亲。后来母亲去世，他在墓旁修建茅屋守丧，有甘露、嘉禾、灵芝、木连理、白兔的祥瑞。唐玄宗天宝年间，朝廷旌表他的门闾。

## 延伸阅读
[在维基数据编辑]
 《新唐書·卷195》，出自《新唐書》